# گربه‌وحشی (کمیک)
گربه‌وحشی (به انگلیسی: Wildcat) عنوان چندین شخصیت خیالی ابرقهرمان در کتاب‌های کامیک آمریکایی منتشر شده توسط دی‌سی کامیکس است. اولین و نام‌آورترین آن‌ها تئودور «تد» گرانت، یکی از اعضای بلند مدت انجمن عدالت آمریکا و بوکسری سنگین وزن در سطح جهانی است. نسخه تد گرانت شخصیت گربه‌وحشی توسط نویسنده بیل فینگر و طراح اروین هاسن خلق شده است که برای اولین بار در شمارهٔ ۱ سنسیشن کامیکس (ژانویه ۱۹۴۲) حضور پیدا کرد. گربه‌وحشی به عنوان مربی بسیاری از ابرقهرمان‌های جوان شامل بتمن، باربارا گوردون و قناری سیاه به شمار می‌رود.
شخصیت‌های دیگری که از عنوان و هویت گرانت استفاده کرده‌اند عبارتند از: یولاندا مونتز، که موقتاً برای مدت کوتاهی جایگزین وی شد، و همچنین پسرش توماس «تام» برانسون، یک گربه انسان‌نما که توسط خود او به عنوان دومین گربه‌وحشی و یکی از اعضای انجمن عدالت آمریکا در اواخر دههٔ ۲۰۰۰ آموزش دید.